# Edelfell

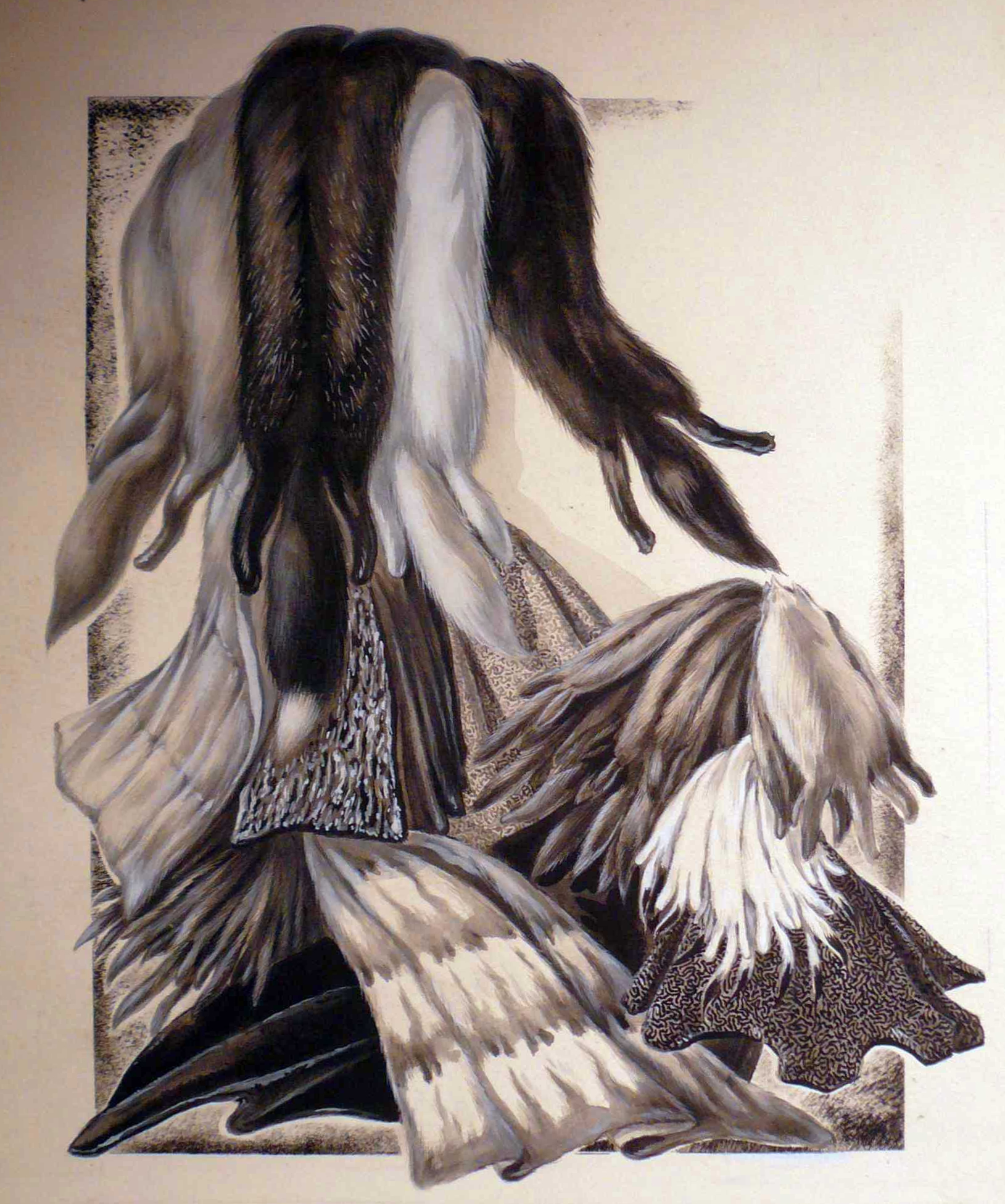
Edle und halbedle Felle und Felltafeln.
(Gouache, 1920?)

Die Bezeichnung Edelfell, Edelpelz, allgemeiner auch Edelware genannt, stammt aus dem Rauchwaren- und Pelzhandel. Es werden damit besonders hochwertige Fellarten ausgezeichnet, die Abgrenzung zu den übrigen Pelzsorten ist jedoch verschwommen und war in den verschiedenen Modeepochen nicht immer gleich. Abstufend sind im Handel auch die Begriffe „halbedle“ und „unedle“ Felle im Gebrauch.
Zumindest seit dem Entstehen der modernen Pelzmode, etwa im letzten Viertel des 20. Jahrhunderts, als man begann, den Pelz nicht nur als Fellfutter, sondern mit dem Haar nach außen zu tragen, werden unumstritten Zobel, Silberfuchs, Nerz, Hermelin, Baum- oder Edelmarder und Chinchilla zu den Edelpelztieren beziehungsweise zu den Edelfellen gerechnet.

## Edelfelle
Der Veterinärrat Ulf D. Wenzel definierte im Jahr 1984, was ein Edelpelztierfell ausmacht, folgendermaßen:
- „Als Edelpelztierfelle sind Felle von Tieren zu bezeichnen, deren Haarkleid, Farbe und Zeichnung eine besondere Schönheit aufweisen, wobei die Schöheit und nicht die Haltbarkeit dominierend ist.“
- „Der Höhe des Aufkommens von Edelpelztierfellen sind durch die Bedingungen der Produktion oder durch Jagd und Fang bestimmte Grenzen gesetzt.“
- „Der Aufwand für Jagd und Fang oder für die Produktion in Käfighaltung ist gegenüber anderen Fellarten höher.“[1]

Zobel, Nerz, Hermelin, Baum- oder Edelmarder und der Luchs gehören zweifellos zu den klassischen Edelpelzen. Auch das russische Fehfell, insbesondere das graue Fehrückenfell, stand schon im Mittelalter in sehr hohem Ansehen.
- Zobelfelle galten schon im frühen Mittelalter als die wertvollsten Felle. Sie fallen im Aussehen besonders unterschiedlich aus und lassen sich, ähnlich der Reinheit von Diamanten, in ihrer Wertigkeit entsprechend fein differenzieren. Die besten Zobel werden als „Kronenzobel“ gehandelt.

- Die Felle des Baummarders, auch Edelmarder genannt, kommen im Aussehen dem Zobel sehr nahe und werden ebenfalls sehr geschätzt. Beim Baummarder dokumentiert sich der gegenüber dem Steinmarder höhere Fellwert bereits im deutschen Zweitnamen des Tieres.

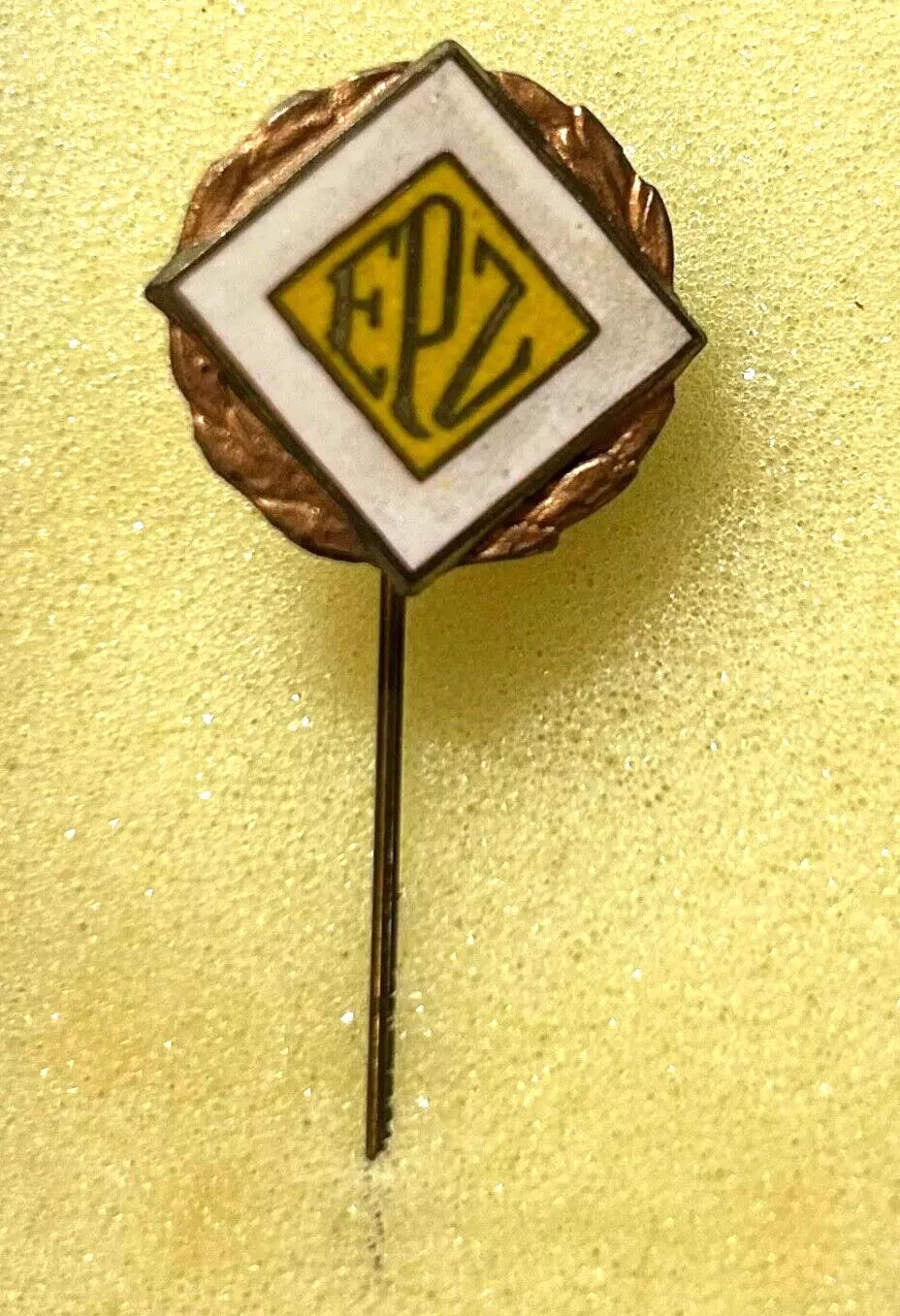
„EPT“ – DDR-Ehrenzeichen für Edelpelztier-Züchter, Stufe Bronze im Verband der Kleingärtner, Siedler und Kleintierzüchter.

- Der Nerz, ebenfalls aus der zoologischen Familie der Marder, zeichnet sich vor allem durch seine große Strapazierfähigkeit aus. Auch ist er mit seiner flachen Haarstruktur besonders für Pelzjacken und -mäntel geeignet. Durch das hohe Zuchtaufkommen hat er den Nymbus der Seltenheit verloren, den Zobel- und auch Baummarderfelle noch haben.

- Ebenfalls der Marderfamilie zugehörig ist das Hermelinfell. Das weiße Winterfell war lange Zeit Kaisern und Königen und sehr hohen weltlichen und kirchlichen Würdenträgern vorbehalten.

- Ebenso wie das Hermelin, aus dem kalten Nordosten, vor allem aus Sibirien, kommt das Fehfell. Es stammt vom russischen Eichhörnchen, besonders gefragt ist das graue Rückenfell. Aber nicht nur Fehrücken, sondern auch das weiße Bauchfell mit seinen grauen Rändern war zeitweise Kleidung vor allem höherer Geistlicher (Mozzetta, Almutia).

- Das Chinchillafell des in Südamerika beheimateten Tieres gelangte mit der Eroberung des Kontinents in den Welthandel, die Felle kommen heute sämtlich aus der Zucht, nachdem die Chinchillas durch übermäßige Bejagung in ihrem Ursprungsland nahezu völlig ausgerottet wurden. Die für die Pelzverarbeitung wichtigen Eigentlichen Chinchillas wurden im Handel ebenfalls mit dem Zusatz „Edel“ als Edelchinchillas bezeichnet.

- Luchsfelle dienten bereits im Altertum als besonders effektvoller Besatz und Verbrämung. Insbesondere die Dogen Venedigs werteten ihre kostbaren, mit Hermelin gefütterten Gewänder gern zusätzlich mit dem Bauchfell des Luchses auf.

Die Industrie und Handelskammer zu Berlin wurde 1932 im Verlauf eines Prozesses zu einem Gutachten aufgefordert, was unter der Bezeichnung „Edelpelze“ zu verstehen sei. In dem Gutachten gelangte sie zu einer besonderen, zeitgebundenen Klassifizierung, in der zur Verwunderung der Pelztierzüchter der zu der Zeit so aktuelle Silberfuchs nicht extra genannt wurde:
„Es gibt gewisse Rauchwaren, die in jeder Qualität als »Edelpelze« zu bezeichnen sind. Dazu gehören: Chinchilla, Hermelin, Zobel, Nerz, Marder, Breitschwanz. Ausgenommen von der Bezeichnung »Edelpelz« werden bei diesen oben bezeichneten Rauchwaren ausgesprochene Untersorten und sogenannte Schwarten, ebenso die Klauen und Köpfe der Persianerfelle. Außerdem pflegt man als »Edelpelz« die obersten Sorten folgender Rauchwaren zu bezeichnen: Persianer, echte Füchse, Biber, Ottern, Dachse, Seal und Sealbisam. Demgegenüber werden für »nichtedel« gehalten z. B. Halbpersianer (Schiras), Feh, Skunks, geringere Fuchsarten, Bisam, Pechanicky, Iltis, amerikanisches und australisches Opossum, Waschbär und alle Sorten Kanin. Bei Skunkspelzen ist zu betonen, daß nur die allerfeinsten Qualitäten dieser Fellart als »Edelpelz« bezeichnet werden dürfen.“
Am weitesten gefasst wird der Begriff Edelpelztier ansonsten in der Pelztierzucht-Literatur. Im Jahr 1987 zählen die Autoren Löhle und Wenzel auch den Sumpfbiber (Nutria), den Steinmarder, das Opossum, den Waschbären, den Marderhund, das Karakulschaf, den Iltis usw.(!) dazu, „Kaninchen gehören nicht zu den Edelpelztieren, sie nehmen eine Sonderstellung ein“.

## Edelfüchse

Edelfuchssorten
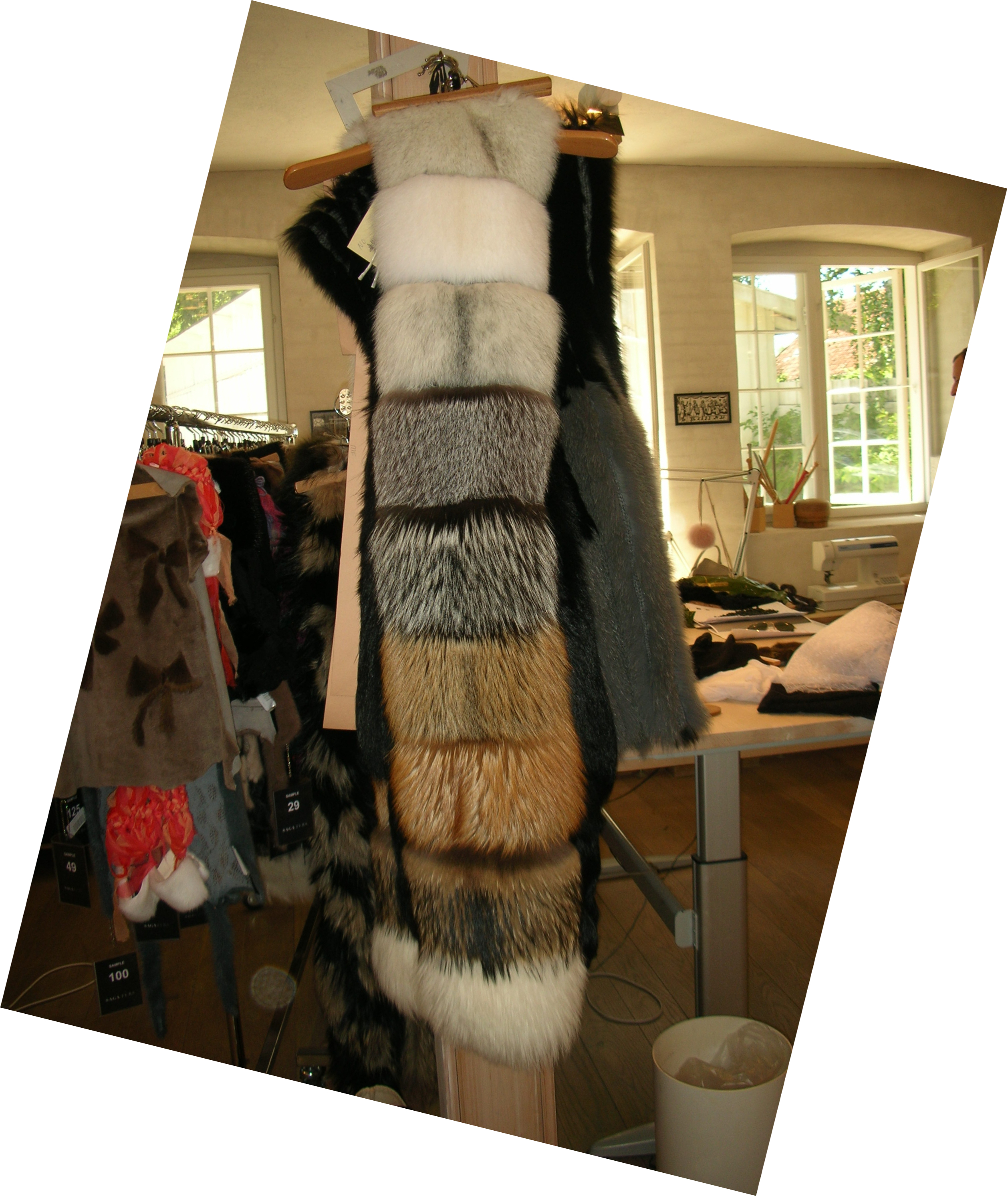
Von oben nach unten: 1. Blaufuchs 2. Weißfuchs 3. Platinfuchs 4. Bluefrost-Fuchs 5. Silberfuchs 6. Edelrotfuchs
7. Goldfuchs
8. Seefuchs (Marderhund)
9. Shadow-Fuchs

Die Bezeichnung „Edel“ wird in der Pelzbranche ganz besonders bei Fuchsfellen gebraucht. Als nicht „edle“ oder „halbedle“ Fuchssorten gelten neben anderen die Felle des gemeinen Rotfuchses, des nordamerikanischen Grisfuchses und der südamerikanischen Graufuchsarten, überhaupt alle Wildfuchssorten außerhalb Europas, Asiens und Nordamerikas.
Die erstmals als Edelfuchs bezeichnete Farbe war vor allem die des Silberfuchses, daneben die des Weißfuchses mit seiner Variante, dem Blaufuchs. Nach Beginn der Silberfuchszucht entstanden im Lauf der Jahrzehnte durch Mutationszüchtung weitere Farbabweichungen vom allen gemeinsamen Stammvaters, dem Rotfuchs.
Die älteren, auch in der Wildform vorkommenden Edelfuchssorten sind:
- Silberfuchs

- Weißfuchs oder Eisfuchs

- Blaufuchs

- Kreuzfuchs

Auswahl neuer, in der Zucht entstandener Fuchssorten:
→ Fuchsfell (Zusammenfassung)
- Platinfuchs

- Goldfuchs
- Golden Island Fuchs
- Bluefrost-Fuchs
- Verschiedene Arctic Marble Fuchssorten:

Arctic Marble, Arctic Marble Frost, Arctic Marble Blue, Arctic Marble Cross, Sun Glo, Red Amber, Amber Frost, Red Platina, oder auch Red Platinum, Golden Island Shadow.

## Unedle und halbedle Fellarten
„Als halbedle Felle pflegt der Rauchwarenhandel die Arten zu bezeichnen, die in Haltbarkeit und Farbton als Mittel zwischen edlen und unedlen Fellen anzusehen sind.“ Nach dieser Definition aus dem Jahr 1930 waren es zu dieser Zeit Arten wie Kreuzfüchse, bestimmte Rotfüchse, Luchs (wird heute, wie auch schon im Mittelalter, als Edelfell angesehen), Nutria, australisches Possum, Bisam und Feh. Mit Zunahme der Pelztierzucht rechnete die diesbezügliche Fachliteratur jedoch eigentlich alle in wesentlichem Umfang vom Edelpelztierzüchter gezüchteten Arten zu den Edelpelztieren, also auch Nutria, Marderhund, Waschbär und Iltis.
Im Sprachgebrauch des Rauchwarenhandels wird als unedles Fell bezeichnet, „das, wie der Name an sich vermuten lässt, von geringer Güte ist, d. h. sich in kürzerer Zeit stark abnutzt, infolge schwacher Entwicklung der Unterwolle geringeren Wärmeschutz bietet und schließlich einen als so unschön empfundenen Farbton besitzt, dass er naturell nur wenig zu Pelzwerk verarbeitet wird. Es bedarf das unedle Fell meist der Färbung, um es dem Geschmack anzupassen“. Wobei anzumerken ist, dass die Haltbarkeit eher eine untergeordnete Rolle einnimmt, sondern der Wert der Fellart sehr entscheidend ist. Das sehr empfindliche und in seiner Haarfeinheit einzigartige Chinchillafell wird ohne Einschränkung als Edelfell eingestuft.
Das typischerweise als unedel angesehene Fell ist das Kaninchen- bzw. Kaninfell, was diese Einschätzung aber auch meist zu Unrecht trägt. In der Wildform besteht diese Einstufung zwar zu Recht, diese Felle sind nur wenig haltbar und werden ungefärbt in der Regel auch nicht als attraktiv empfunden. Jedoch werden in der Zucht der Hauskaninchen Felle verschiedenster Sorten erzeugt, deren Pelz gute Trageeigenschaften aufweist, und deren Schönheit durchaus den Edelpelzen entspricht.

## Edelcharakter, Edellamm und Edelware
Das österreichische Pelz-Lexikon aus dem Jahr 1949 führt außerdem auf:
- Edelcharakter

„Diese Bezeichnung kann einem gemeinen Fell zukommen, wenn es als Imitation eines Edelfelles gilt. So erhält ein Oberhaarlammfell, an sich ein gemeines Fell, Edelcharakter, wenn es als Silberfuchsimitation gefärbt ist. Wir sprechen auch von Edellamm bei Nutriettes, oder noch besser bei Buenos, Embros, Borregos [Lammfell-Veredlungsarten] und dgl. mehr.“
- „Edellamm,

in der Pelzindustrie nicht etwa die Bezeichnung für Persianer (Karakul), sondern für jene Lammsorten, die im Veredlungswege Edelcharakter erhalten und Edelfelle überhaupt imitieren, wie Buenos, Borregos, indisch Lamm, Nutriettes, Bibus, Biberon, Oposette, Silberfuchslamm, Fokafix usw. [Lammfellveredelungen, letztere heute nicht mehr gebräuchliche Markennamen].“
39 Jahre später, im Jahr 1988, sagt ein Fachnachschlagewerk, inzwischen gegensätzlich: „Wegen ihres gegenüber anderen Lammfellsorten höheren Wertes bezeichnet man Persianer, Breitschwanz und bessere Halbpersianer, u. a. Schiras, Bagdads, auch als Edellammfelle“.
- Edelware

„Im Gegensatz zum Stapelartikel, ein Unterscheidungsausdruck im Rauchwarenhandel. Edelware bedingt mehr individuellere technische Behandlung, der Stapelartikel wird oft fabrikmäßig hergestellt, wenn auch nicht immer und überall.“